# Steve Priest
Steve Priest, fullständigt namn Stephen Norman Priest, född 23 februari 1948 i Hayes i Hillingdon i London, död 4 juni 2020, var sångare och basist i det brittiska glamrockbandet The Sweet. Innan The Sweet slog igenom på allvar, arbetade Priest som sekreterare på ett advokatkontor. Han startade sin karriär i gruppen The Army, innan han kom med i The Sweet. Steve Priest komponerade, producerade, arrangerade och skrev texter tillsammans med övriga gruppmedlemmar Brian Connolly, Andy Scott och Mick Tucker.